# Asplenium argentinum
Asplenium argentinum är en svartbräkenväxtart som beskrevs av Georg Hans Emmo Wolfgang Hieronymus. Asplenium argentinum ingår i släktet Asplenium och familjen Aspleniaceae. Inga underarter finns listade.